# Бабушкины Очки
Бабушкины Очки (Безымянные источники) — минеральные источники на Чукотском полуострове.
Относятся к территории Чукотского района Чукотского автономного округа России.
Расположены в ненаселённой местности севернее озера Иони.
Выходы источников приурочены к центральной части травертинового купола и его периферии. Два крупных непрерывно газирующих грифона разгружаются в двух воронках на расстоянии 1,5 метра друг от друга, диаметром 3,5 и 5 метров, глубиной до 2 метров. Температура воды 18,4 °C и 20,8 °C соответственно. Сток осуществляется на юг и на север от источников в виде мелко рассредоточенных ручейков. Южнее и юго-восточнее купола у его подножия находятся выходы ещё десяти одиночных и линейных источников вода с минерализацией до 9,1 г/м³. По химическому составу воды гидрокарбонатно-хлоридные, кальциево-натриевые.